# Pelargoderus luzonicus
Pelargoderus luzonicus là một loài bọ cánh cứng trong họ Cerambycidae.